# ماثيو مارش (ملاكم)
ماثيو مارش (بالإنجليزية: Matthew Marsh)‏ (1 أغسطس 1982 في المملكة المتحدة - ) هو ملاكم بريطاني، صنّف ضمن فئة وزن البانتام ‏.

## إحصائيات
خاض خلال مسيرته 15 نزالا، فاز في 13 ولم يتعادل وخسر في 2. فاز بالضربة القاضية في نزالا واحد.

## روابط خارجية
- ماثيو مارش على موقع بوكس ريك (الإنجليزية) (registration required)